# Daniello Marco Delfino
Daniello Marco Delfino (Veneza, 5 de outubro de 1653 - Brescia, 5 de agosto de 1704) foi um cardeal do século XVIII

## Biografia
Nasceu em Veneza em 5 de outubro de 1653. Seu sobrenome também está listado como Dolfino. patrício veneziano. Sobrinho-neto do cardeal Giovanni Delfino, Sr. (1604) e sobrinho do cardeal Giovanni Delfino, Jr. (1667).
Obteve um doutorado in utroque iure, direito canônico e civil).
Ordenado (nenhuma informação encontrada). Conclavista do cardeal Giovanni Delfino no conclave de 1691. Camareiro particular do Papa Inocêncio XII. Referendário dos Tribunais da Assinatura Apostólica da Justiça e da Graça, 31 de julho de 1691. Vice-legado em Avignon, 24 de setembro de 1691.
Eleito arcebispo titular de Damasco em 2 de janeiro de 1696. Consagrado em 29 de janeiro de 1696 na igreja dos jesuítas de Avignon por Louis Aube de Roquemartine, bispo de Saint-Paul-Trois-Châteaux, assistido por Jean Jacques d'Obeilh , bispo de Orange, e por Laurent Buti (Buzzi), bispo de Carpentras. Núncio na França, 7 de janeiro de 1696. Assistente do Trono Pontifício, 10 de janeiro de 1696. Transferido para a sé de Bréscia, com título pessoal de arcebispo, em 15 de setembro de 1698.
Criado cardeal sacerdote no consistório de 14 de novembro de 1699; recebeu o gorro vermelho e o título de S. Susanna, em 30 de março de 1700. Abade comendatario de Rosazzo, em 1700. Participou do conclave de 1700, que elegeu o Papa Clemente XI.
Morreu em Brescia em 5 de agosto de 1704, à 1h, no palácio episcopal de Brescia. Exposto e enterrado na capela da SS. Sacramento da catedral de Brescia.